# (8294) Takayuki
(8294) Takayuki (1992 UM3) – planetoida z pasa głównego asteroid okrążająca Słońce w ciągu 5,25 lat w średniej odległości 3,02 au. Odkryta 26 października 1992 roku.